# Wiborgia sericea
Wiborgia sericea är en ärtväxtart som beskrevs av Carl Peter Thunberg. Wiborgia sericea ingår i släktet Wiborgia och familjen ärtväxter. Inga underarter finns listade i Catalogue of Life.